# Pithecia
Pithecia es un género de primate platirrino que incluye a varias especies conocidas comúnmente como sakis, que pueblan las selvas ecuatoriales sudamericanas.

## Especies
Se reconocen las siguientes especies:
- Pithecia aequatorialis (Hershkovitz, 1987)
- Pithecia albicans (Gray, 1860)
- Pithecia cazuzai Marsh, 2014
- Pithecia chrysocephala (I. Geoffroy Saint-Hilaire, 1850)
- Pithecia hirsuta (Spix, 1823)
- Pithecia inusta (Spix, 1823)
- Pithecia irrorata (Gray, 1842)
- Pithecia isabela Marsh, 2014
- Pithecia milleri (J. A. Allen, 1914)
- Pithecia mittermeieri Marsh, 2014
- Pithecia monachus (É. Geoffroy Saint-Hilaire, 1812)
- Pithecia napensis (Lönnberg, 1938)
- Pithecia pissinattii Marsh, 2014
- Pithecia pithecia (Linnaeus 1766)
- Pithecia rylandsi Marsh, 2014
- Pithecia vanzolinii (Hershkovitz, 1987)